# Lijst van pastoors van Zoetermeer
Onderstaande lijsten tonen de pastoors die vanaf 1405 tot heden als pastoor actief waren in het gebied dat nu de gemeente Zoetermeer vormt. Daar waar in de kolom "opmerkingen" wordt vermeld dat de betreffende pastoor is overleden of vertrokken zonder vermelding van datum of jaar, wordt bedoeld dat deze is overleden of vertrokken op de datum in de kolom "tot".

## Pastoors van de parochie Zoetermeer voor de Reformatie
| Van     | Tot      | Naam                                                         | Opmerkingen |
| ------- | -------- | ------------------------------------------------------------ | --- |
| 1405/06 | 1408/09  | Wilhelmus van der Made                                       | |
| ?       | 1484/85  | Gijsbertus Mast                                              | overleden |
| 484/85  | 1502/03  | Baldewinus van Honthorst                                     | overleden |
| 1502/03 | 1521/22  | Everardus Pietersz                                           | overleden |
| 1521/22 | 1531/32  | Florentius Dircksz van der Does of Goes                      | vertrokken |
| 1531/32 | 1554/55  | Johannes Nicolaasz Bruul, Brul of Mul                        | overleden |
| 1554/55 | 1557     | Floris Christiaansz Grijp ook wel Floris Korsz Grijp genoemd | Zijn grafsteen bevindt zich in de toren van de Oude Kerk, half verborgen onder de trap                          |
| 1557    | 1564/65  | Lambert Dirksz                                               | |
| 1564    | 1565     | Clemens Jansz                                                | |
| 1565    | 1569/70  | Jan of Cornelis Jansz                                        | |
| 1569/70 | ca. 1575 | Petrus Cornelisz Koninck                                     | Vertrokken nadat de Oude Kerk was geplunderd door geuzen die op weg waren naar Leiden om die stad te ontzetten. |

## Rondreizende priesters, 1627-1682
Voor 1682 had Zoetermeer geen eigen pastoor. De rondreizende priester was gevestigd in Stompwijk en bediende een zeer groot gebied met onder andere Stompwijk, Zoeterwoude, Veur, Nootdorp en enkele dorpen rondom Reeuwijk. Ook Zoetermeer en Zegwaart behoorden tot hun werkterrein.
| Van  | Tot  | Naam                      | Opmerkingen                 |
| ---- | ---- | ------------------------- | --------------------------- |
| 1627 | 1639 | Maerten van den Velde     |                             |
| 1639 | 1655 | Christiaan Vermeulen      |                             |
| 1655 | 1659 | Johannes Ignatius Ruysch  |                             |
| 1659 | 1680 | Cornelis van Wijckersloot |                             |
| 1680 | 1704 | Everardus Stael           | vanaf 1682 alleen Stompwijk |

## Pastoors van de Nicolaasparochie, vanaf 1682
In 1685 werd de Nicolaasparochie opgericht en kregen Zoetermeer, Zegwaart, Benthuizen en Wilsveen samen weer een eigen pastoor
| Van     | Tot        | Naam                                  | Opmerkingen |
| ------- | ---------- | ------------------------------------- | --- |
| 1682    | 1694/11/02 | Amandus van Nispen                    | Geboren in Leiden als Abraham van Nispen. Tot priester gewijd in 1675. Overleden in Zoetermeer op Allerzielen.                                                                          |
| 1694    | 1732       | Theodorus de Greef                    | |
| 1732    | 1745       | Jacobus van der Weijden               | |
| 1745    | 1752       | Antonius van Werckhoven               | |
| 1752    | 1754       | Johannes Baptista Eugenius Gijselinck | |
| 1755    | 1757       | Willem Joannes Osy                    | |
| 1758    | 1771       | Wilhelmus van Weetering               | |
| 1771    | 1787       | Johannes Cornelis Maas                | |
| 1787    | 1791       | Bernardus ten Hondijk                 | |
| 1791    | 1802       | Jacobus de Haan                       | |
| 1802    | 1809       | Antonius Franciscus van den IJver     | |
| 1809    | 1819       | Antonius van Stockum                  | |
| 1819    | 1836       | Michael Antonius van Steenwijk        | Vertrokken naar Amsterdam |
| 1836    | 1846       | Simon van der Heijden                 | |
| 1846    | 1871       | Petrus van der Salm                   | Overleden, begraven in het priestergraf achter de Nicolaaskerk |
| 1871    | 1901       | Petrus van der Hagen                  | Ridder in de Order van Oranje-Nassau. (21 juni 1898). Berichten uit de Staats-Courant. Opregte Haarlemsche Courant 1898. Overleden, begraven in het priestergraf achter de Nicolaaskerk |
| 1901    | 1912       | Johannes Henricus Eeuwens             | Overleden, begraven in het priestergraf achter de Nicolaaskerk |
| 1912    | 1930       | Wouterus Jacobus van Turnhout         | Onder zijn leiding werd de huidige Nicolaaskerk gebouwd. |
| 1930    | 1944       | Antonius Johannes Josephus Leusen     | Overleden, begraven in het priestergraf achter de Nicolaaskerk |
| 1944    | 1944       | W.B.J. Wüst                           | |
| 1944    | 1957       | Johannes A. Voorham                   | Overleden in 1973, begraven in het priestergraf achter de Nicolaaskerk |
| 1957    | 1960       | F.H. Heemskerk                        | |
| 1960    | 1967       | P.J. van Steijn                       | |
| 1967    | 1970       | F.M. van der Zon                      | |
| 1970    | 1978       | J.W. Bergen                           | |
| 1978    | 1979       | C.J. Schut                            | Overleden in 2011, begraven in het priestergraf achter de Nicolaaskerk |
| 1979    | 1982       | J.H. Jansen                           | |
| 1982    | 1985       | W. IJlst                              | |
| 1985    | 1994       | Jos A.A. Schoenmakers                 | Officier in de Orde van Oranje-Nassau. Overleden op 20 oktober 2002 in Voorhout, aldaar begraven.                                                                                       |
| 1994    | 2000       | L. Bos                                | Was geen pastoor, maar moderator. |
| 2000    | 2001       | -                                     | Geen pastoor maar een tijdelijke administrator vanuit het bisdom Rotterdam. |
| 2002    | 2016/01    | dr. H.C. Flohr (Huub)                 | |
| 2016/02 | 2020/12    | J.A van der Bie ((Jaap)               | Ging in 2020 met emeritaat |
| 2021/01 | 2021/08    | Adri Kortekaas                        | Was niet officieel pastoor, maar nam wel tijdelijk de dagelijkse leiding op zich |
| 2021/09 | heden      | dr. A.J.M. van der Helm (Ad)          | |